# Gli ombrelli
Gli ombrelli (Les Parapluies) è un dipinto del pittore francese Pierre-Auguste Renoir, realizzato nel 1881-86 e conservato alla National Gallery di Londra.

## Descrizione
In quest'opera Renoir, memore delle teorie estetiche di Charles Baudelaire, sceglie di raffigurare la poesia e la meraviglia della vita moderna cogliendo un frammento di vita contemporanea della società moderna parigina. Il soggetto della tela, infatti, è la commedia umana della folla che, dopo un improvviso temporale, cerca di ripararsi dalla pioggia con gli ombrelli. A destra troviamo una madre elegantemente vestita con gli occhi rivolti alle sue due bambine, che si stanno divertendo sotto la pioggia. Dietro di lei una donna, con fare interrogativo, alza gli occhi al cielo per vedere se sta piovendo: questo dettaglio, apparentemente insignificante, ci fa comprendere che il temporale è appena iniziato. A sinistra, invece, si erge statuaria una midinette con il volto stanco per la giornata lavorativa appena trascorsa: con le mani alza la sua veste per proteggerla dal fango depositato sulla strada, esposta com'è alla furia del temporale. Non ha né un ombrello, né un impermeabile, né un cappello per coprirsi dalla pioggia: dietro di lei, tuttavia, incede un gentiluomo dalla barba raffinatemente mascolina che è pronto a offrirle un riparo.
La gestazione di questa tela fu di durata quinquennale: Renoir, infatti, la iniziò nel 1881, poco prima del viaggio in Italia, per poi completarla cinque anni dopo, nel 1886. Questa datazione è avallata sia dalla scarsa uniformità dei vestiti, sia dalla differenza di tecnica utilizzata tra il lato destro e quello sinistro del quadro. Il lato destro si può attribuire ad un primo Renoir, più rivoluzionario e impressionista, come si può vedere nello splendido volto della bambina che regge il cerchio. Il lato sinistro è di un Renoir che si ravvede delle proprie scelte stilistiche e sul finire della sua carriera ritorna ad una pittura più accademica, come si può notare nel volto della signora e negli ombrelli a destra, modellata sull'esempio di quell'arte classica e rinascimentale che aveva potuto ammirare durante il viaggio in Italia. Si può quindi dedurre che la parte sinistra del quadro sia stata dipinta successivamente alla destra. Mirabile è anche l'apparato cromatico del dipinto, strutturato su un'avvolgente armonia di vari toni di colore, perlopiù grigi e azzurri. L'opera, in ogni caso, fu venduta dal mercante d'arte Paul Durand-Ruel al collezionista sir Hugh Lane: dopo la morte di quest'ultimo l'opera pervenne nelle collezioni della Tate Gallery nel 1917 e della National Gallery nel 1937, dove oggi è esposta.